# Taranis cirrata
Taranis cirrata är en snäckart som först beskrevs av Brugnone 1862.  I den svenska databasen Dyntaxa används istället namnet Taranis moerchi. Enligt Catalogue of Life ingår Taranis cirrata i släktet Taranis och familjen kägelsnäckor, men enligt Dyntaxa är tillhörigheten istället släktet Taranis och familjen Turridae. Enligt den svenska rödlistan är arten otillräckligt studerad i Sverige. Arten förekommer i Götaland. Artens livsmiljö är havet.

## Underarter
Arten delas in i följande underarter:
- T. c. cirrata
- T. c. tornatus